# Optima (police de caractères)
Pour les articles homonymes, voir Optima.
Optima est une police de caractères dessinée et développée par Hermann Zapf de 1952 à 1955 pour la fonderie typographique D. Stempel AG de Francfort. Elle fait partie de la famille typographique des incises (classement Vox-Atypi).